# Teatr im. Wandy Siemaszkowej w Rzeszowie
Teatr im. Wandy Siemaszkowej w Rzeszowie – teatr w Rzeszowie, jedna z najważniejszych instytucji tego typu w regionie.

## Historia
Teatr został założony po wyzwoleniu Rzeszowszczyzny spod okupacji niemieckiej jako pierwszy zawodowy, dramatyczny Teatr Narodowy Ziemi Rzeszowskiej. Mieści się on w dwóch zabytkowych budynkach: Mała Scena w dawnym domu rodziny Holzów, Duża Scena w dawnym budynku Polskiego Towarzystwa Gimnastycznego „Sokół” wybudowanym w latach 1890–1900. Już w okresie przedwojennym scena dzisiejszego teatru gościła na swych deskach zawodowe teatry ze Lwowa i Krakowa, a także wystawiano spektakle amatorskie działających w Rzeszowie grup teatralnych. W latach późniejszych teatr przemianowano na Państwowy Teatr im. Wandy Siemaszkowej w Rzeszowie, pod którą to nazwą działał do lat 90. XX wieku. Po reformie administracyjnej z 1998 roku i utworzeniu samorządów wojewódzkich, został przekazany w zarząd Urzędowi Marszałkowskiemu Województwa Podkarpackiego. 
Teatr od początku swojej działalności wystawia sztuki  nie tylko w Rzeszowie, ale również w wielu miastach południowo-wschodniej Polski. Jednym z pierwszych dyrektorów była Wanda Siemaszkowa. Obecnym szefem teatru jest Jan Nowara. 
Obecnie teatr daje około 300 spektakli rocznie, zatrudnia około 100 osób. Bardzo żywa jest również współpraca z podobnymi instytucjami na Ukrainie i Słowacji. Repertuar jest eklektyczny, teatr stara się przedstawić ofertę spektakli trafiającą w gusta każdej z grup składających się na 70 tysięcy widzów zasiadających corocznie na jego widowni.
Co rok organizowane są trzy edycje festiwalowe:
- Rzeszowskie Spotkania Teatralne
- Rzeszowskie Spotkania Karnawałowe
- Rzeszowskie Spotkania Plenerowe

Osobną formą działalności Teatru jest praca edukacyjna, w której aktorzy rzeszowskiej sceny, poprzez programy teatralne dla dzieci i młodzieży, przygotowują od najmłodszych lat przyszłych widzów teatralnych. Współpraca teatru z instytucjami dobroczynnymi zaowocowała także wystawami oraz aukcjami prac najwybitniejszych polskich artystów. 
W budynku teatru działa również Galeria Szajna.